# Krissek Peak
Der Krissek Peak ist ein rund 2500 m hoher und spitzer Berggipfel, der aus einem südwestlich vom Mount Henderson sich erstreckenden Gebirgskamm in der Britannia Range aufragt. 
Das Advisory Committee on Antarctic Names benannte ihn 2001 nach dem Geologen Lawrence A. Krissek von der Ohio State University, der ab 1985 in zahlreichen antarktischen Sommerkampagnen im Zentrum des Transantarktischen Gebirges tätig war.